# Воскресенский могильник
Воскресе́нский могильник — могильник чуди заволочской в Благовещенском сельском поселении Вельского района Архангельской области России. Находится у села Воскресенское.
Раскопан М. Ф. Шумиловым в 1923 году, собравшим около 50 бронзовых украшений (посеребрённые бляхи, коньковые шумящие подвески, фибулы, кольца, браслеты, пряжки, цепочки и пр.). Коллекция хранится в фондах Архангельского областного краеведческого музея. Бронзовые украшения из Воскресенского прихода впервые описал в 1915 году А. А. Спицын, который отнёс их к Васильевскому городищу.